# Comuna Hnatkiv, Tomașpil
Hnatkiv (în ucraineană Гнатків) este o comună în raionul Tomașpil, regiunea Vinnița, Ucraina, formată din satele Hnatkiv (reședința) și Rusava-Radeanka.

## Demografie
Componența lingvistică a satului Hnatkiv
     Ucraineană (99,23%)
     Alte limbi (0,72%)
Conform recensământului din 2001, majoritatea populației satului Hnatkiv era vorbitoare de ucraineană (99,23%), existând în minoritate și vorbitori de alte limbi.